# Laumontita
La laumontita és un mineral de la classe dels silicats i del grup de les zeolites. Va ser anomenada com a laumonita l'any 1805 per Abraham Gottlieb Werner en honor del mineralogista francès Francois Pierre Nicolas Gillet de Laumont (1747-1834), sent reanomenada amb el seu nom actual l'any 1821 per Karl Cäsar von Leonhard. També és comeguda amb el terme schneiderita.

## Característiques
La laumontita és un tectosilicat hidratat de calci que sol utilitzar-se com a filtre químic. Cristal·litza en el sistema monoclínic, formant prismes quadrats amb terminacions abruptes obliqües. També se'n pot trobar amb un hàbit radiat, columnar, fibrós o massiu. Es deshidrata fàcilment quan s'emmagatzema en un ambient de baixa humitat. Acabada de collir, si no ha estat exposada a la intempèrie, pot ser translúcida o transparent. Durant un període que pot anar d'hores a dies, la pèrdua d'aigua la converteix en un mineral de color blanc opac. Aquesta varietat s'anomena de manera comuna leonhardita.

## Formació i jaciments
Es forma en zones hidrotermals a partir de la descomposició d'altres minerals inestables com l'analcima. És un mineral comú, que es troba a tot el món. Pot ser localment abundant, formant filons. S'associa freqüentment amb altres zeolites, incloent estilbita i heulandita.
Als territoris de parla catalana ha estat descrita a la Sèrra de Horno, una serra situada al municipi de Vielha e Mijaran (Vall d'Aran).

## Varietats
- La caporcianita és una varietat blanca i massiva de laumontita trobada a Sky Blue Hill (Califòrnia, Estats Units).[3]
- La leonhardita és una varietat deshidratada i opaca, anomenada així per Johann Reinhard Blum l'any 1843 en honor de Karl Caesar von Leonhard (1779-1862), professor de mineralogia de la Universitat de Heidelberg.[4]
- La vanadio-laumontita és una varietat que conté vanadi, trobada originàriament als dipòsits de Cu-V-U de Tyuya-Muyun, a la vall de Ferganà, Kirguizstan.[5]